# Chasmina candida
Chasmina candida là một loài bướm đêm thuộc họ Noctuidae. Loài này có ở Indo-Australian tropics phía đông đến Fiji.
Con trưởng thành có màu trắng và có một vết lõm bất thường dọc cánh trước.
Ấu trùng ăn Hibiscus tiliaceus.